# Stazione di Serricciolo
Stazione di Serricciolo 2002-ben bezárt vasútállomás Olaszországban, Serricciolo településen.

## Vasútvonalak
Az állomást az alábbi vasútvonalak érintették:
- Aulla Lunigiana–Lucca-vasútvonal

## Kapcsolódó állomások
A vasútállomáshoz az alábbi állomások vannak a legközelebb:
- Stazione di Pallerone
- Stazione di Fivizzano-Rometta-Soliera